# 법률 개혁
법률 개혁(Law reform)은 기존의 법률을 획기적으로 개정하는 것을 말한다. 일반적으로 정의 또는 효율성을 향상시키기 위해 기존 법률을 검토하고 법률 시스템의 변경을 옹호하고 구현하는 프로세스이다.
법률 개혁을 촉진하기 위해 설립된 조직인 법률 개혁 기구 또는 법률 위원회는 밀접한 관련이 있다. 법률 개혁 기관은 연구를 수행하고 법률을 단순화하고 현대화하는 방법을 권장한다. 많은 법률 개혁 기구는 정부가 설립한 법정 기업이지만 일반적으로 정부의 통제로부터 독립되어 법이 어떻게 진행되어야 하는지를 정확하게 반영하고 보고할 수 있는 지적 독립성을 제공한다.
법률 개혁 활동에는 보통법을 변경하기 위해 법정에서 사건을 준비하고 제출하는 것이 포함될 수 있다. 법률 개혁의 네 가지 주요 방법은 폐지(법률 폐지), 신법 제정, 통합(기존 법 변경), 성문화이다.

## 같이 보기
- 규제 개혁(Regulatory reform)
- 세제 개혁(Tax reform)